# Todd Lindeman
Todd Lindeman (Milwaukee, 23 settembre 1972) è un ex cestista statunitense.

## Carriera
Con gli Stati Uniti ha disputato i Giochi panamericani di Winnipeg 1999.